# ヒメハチドリ
ヒメハチドリ（学名：Stellula calliope）は、アマツバメ目ハチドリ科に分類される鳥類の一種。  